# The Eyes of Horror
The Eyes of Horror prvi je EP američkog death metal-sastava Possessed. EP je objavljen 31. svibnja 1987. godine. EP je producirao gitarist Joe Satriani.

## Popis pjesama
| 1. | »Confessions«        | 2:53 |
| 2. | »My Belief«          | 3:34 |
| 3. | »The Eyes of Horror« | 3:16 |

| 4. | »Swing of the Axe« | 3:59 |
| 5. | »Storm in My Mind« | 4:22 |

## Zasluge
- Jeff Becerra - vokali, bas-gitara
- Mike Torrao - gitara
- Larry Lalonde - gitara
- Mike Sus - bubnjevi